# عروسة البحر (فلم)
عروسة البحر هو فيلم مصري عرض عام 1947، بطولة محمد فوزي، عقيلة راتب، بشارة واكيم، هاجر حمدي، إسماعيل ياسين، محمود المليجي، عبد الفتاح القصري، من تأليف عباس كامل، وإخراج عباس كامل.

## قصة
يعيش الصياد حياة الفقر والشقاء، غير أنه كان دائم التمرد على هذه الحياة، يحدث أن يحلم ذات يوم أن عروس البحر قد وقعت في شبكته وتبكى لما آل إليه حالها فكانت دموعها تحيل المعادن إلى ذهب، يفرح الصياد كثيرًا وبدأ يحول أي معدن عنده إلى ذهب، وعندما تهدأ عروس البحر يعمل هو على بكائها ويذكرها بمصيرها لديه وأنه سيؤذيها ويعذبها فتبكي ليزيد هو ثراءه. إلا أن الثراء الذي حققه الصياد كان مصدرًا لتعاسته، بل يحدث أن يكون الثراء سببًا في دخوله السجن، في سجنه يتذكر كيف كان يعيش في سلام مع فقره بل وكيف كان سعيدًا فيتمنى أن يعود فقيرًا سعيدًا، وهنا يفيق من حلمه ويصحو من نومه ليجد نفسه كما كان، يكتشف أن عروس البحر كانت حلمًا فيرضى بفقره وحياته كما هي.

## طاقم العمل
- محمد فوزي
- عقيلة راتب
- بشارة واكيم
- هاجر حمدي
- إسماعيل يس
- محمود المليجي
- عبد الفتاح القصري
- سعيد أبو بكر
- حسن كامل
- نيللي مظلوم
- عبد السلام النابلسي

## روابط خارجية
- عروسة البحر على موقع IMDb (الإنجليزية)
- عروسة البحر على موقع الدهليز
- عروسة البحر على موقع قاعدة بيانات الأفلام العربية
- عروسة البحر على موقع قاعدة بيانات الفيلم (الإنجليزية)
- عروسة البحر على موقع ليتربوكسد (الإنجليزية)